# Les Hommes d'affaires
Pour plus de détails, voir Fiche technique et Distribution.
Les Hommes d'affaires (Деловые люди, Delovye lyudi) est un film soviétique réalisé par Leonid Gaïdaï, sorti en 1962,.

## Fiche technique
- Photographie : Konstantin Brovin
- Musique : Georgi Firtitch
- Décors : Vladimir Kaplunovski
- Montage : Alla Abramova